# Брюс Драйвер
Брюс Дуглас Драйвер (англ. Bruce Douglas Driver; нар. 29 квітня 1962, м. Етобіко, Канада) — канадський хокеїст, захисник. 
Виступав за Вісконсинський університет (NCAA), «Мен Марінерс» (АХЛ), «Нью-Джерсі Девілс», «Нью-Йорк Рейнджерс».
В чемпіонатах НХЛ — 922 матчі (96+390), у турнірах Кубка Стенлі — 108 матчів (10+40).
У складі національної збірної Канади учасник зимових Олімпійських ігор 1984 (7 матчів, 3+1); учасник чемпіонату світу 1987 (8 матчів, 0+0).
Досягнення
- Володар Кубка Стенлі (1995)
- Володар Кубка Колдера (1984)